# Diocèse de Paranavaí
Le diocèse de Paranavaí (en latin, Dioecesis Paranavaiensis) est une circonscription ecclésiastique de l'Église catholique au Brésil.
Son siège se situe dans la ville de Paranavaí, dans l'État du Paraná. Créé en 1968, il est suffragant de l'archidiocèse de Maringá et s'étend sur 8 699 km2.
Entre 2004 et 2009, il a eu pour évêque Mgr Sérgio Aparecido Colombo (pt) et de 2009 à 2017 Mgr Geremias Steinmetz (pt). Depuis 2018, c'est Mgr Mário Spaki (pt).